# Середа Олександр Степанович
Середа Олександр Степанович (16 лютого 1957 Мінськ) – український драматичний актор. 

## Життєпис
Народився у творчій родині, мати – співачка, батько – цирковий актор. 
1977 – працював декоратором сцени. 
1978 – 1982 – навчався в Київському інституті кіно і телебачення імені І.К.Карпенка-Карого
На даний момент працює артистом в Сумському обласному театрі ім. Щепкіна. 

## Репертуар
- "Подкольосін" - Яічниця
- "Рожеве павутиння" - Іван Тарасович Гей-Гуківський
- "Хто винен?" - Степан
- "Дивна місіс Севідж" - Тит
- "Інцидент" - Доктор Скотті
- "Новорічні пригоди Котигорошка" - Змій Горинич
- "Ніч під Івана Купала" - Василь
- "Новорічні пригоди кицьки Глаші" - Кіт Василь
- "Назар Стодоля" - Гнат
- "Остання сповідь" - Петро Воскалюк
- "Мартин Боруля" - Трандальов
- "Новорічні пригоди Котигорошка" - Змій Горинич